# Hôtel Dedons de Pierrefeu
L'hôtel Dedons de Pierrefeu, aussi appelé de Châteauneuf ou de Guillibert est un hôtel particulier situé au no 14 de la Rue Mazarine à Aix-en-Provence.

## Construction et historique
L'hôtel originel fut vraisemblablement construit dans la première moitié du XVIIe siècle, pour la famille de Châteauneuf qui en fut propriétaire durant la plupart du siècle.
Le bâtiment fut reconstruit et modifié au milieu du XVIIIe siècle par son propriétaire suivant, Esprit Dedons de Pierrefeu, chevalier de Saint Louis et maréchal des Camps et Armées du Roi.
En 1783 et 1784, l'hôtel logea l'archiduc Ferdinand d'Autriche, le frère de Marie-Antoinette de France, qui était venu "prendre les eaux" à Aix.
En 1803 c'est la comtesse de La Tour du Pin qui le racheta, pour le céder en 1841 à Louis de Clapiers (dont la famille possédait par ailleurs déjà l'hôtel de Clapiers).
Au cours de la deuxième moitié du XIXe siècle, le baron Hippolyte Guillibert (frère de l'évêque de Toulon Félix Guillibert), félibre et bâtonnier de l'Ordre des avocats à Aix, le racheta à la famille de Clapiers. La Lauzière y reçut notamment Frédéric Mistral.
Le fils Guillibert de la Lauzière continuera cette tradition félibre et y recevra le camarguais baron Folco de Baroncelli-Javon et le poète aixois Joseph d'Arbaud.
L'hôtel abrite à présent une copropriété privée (dont un des descendants des barons Guillibert est membre) et n'est pas ouvert au public.

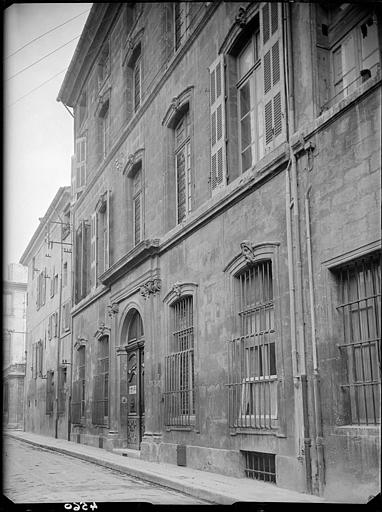
Façade de l'hôtel Dedons de Pierrefeu, vers 1929

## Protection
L'hôtel est inscrit au titre des monuments historiques le 25 mars 1929.

## Architecture
L'hôtel particulier ayant été reconstruit au XVIIIe siècle, il ne reste rien de visible de la bâtisse originelle du XVIIe siècle et les éléments principaux de son architecture actuelle datent du milieu du XVIIIe siècle.
L'immeuble est célèbre localement pour ses deux exceptionnelles façades (protégées MH), au Nord et au Sud, comportant des mascarons à toutes les fenêtres de tous les étages. Ces mascarons sont attribuées au sculpteur provençal Jean-Pancrace Chastel.
La porte principale, sur la rue Mazarine, est flanquée de pilastres ioniques dédoublés. 
À l'intérieur, on observe une belle rampe en fer forgé du XVIIIe siècle, elle aussi protégée à titre de monument historique. 
Des vitraux du XIXe siècle ornent certaines fenêtres sur la rue Mazarine

## En savoir plus